# Christian Blochwitz
Christian Blochwitz (* 2. Februar 1943 in Dresden; † 14. September 2024 ebenda) war ein deutscher Physiker und Hochschullehrer.

## Leben
Blochwitz studierte ab 1965 an der Pädagogischen Hochschule (PH) Dresden und schloss sein Studium 1969 als Diplomlehrer für Physik und Mathematik ab. Danach absolvierte er bis 1972 ein Forschungsstudium in Metallphysik an der PH Dresden, woran sich eine Tätigkeit als wissenschaftlicher Mitarbeiter an der PH Dresden in der Sektion Physik anschloss. Während dieser Zeit promovierte er 1973 mit der Arbeit Zum Einfluß der Stapelfehlerenergie und der Atomgröße-Schubmodul-Differenzen auf das Wechselplastizierungsverhalten von Substitutionsmischkristallen.
Ab 1974 arbeitete er für ein Jahr als Lehrer für Mathematik und Physik an der 22. Oberschule in Dresden. Danach arbeitete er von 1975 bis 1992 als wissenschaftlicher Mitarbeiter an der PH Dresden, Sektion Physik. Im Jahr 1977 wurde er Oberassistent und 1985 Hochschuldozent. Im Jahr 1983 erfolgte die Promotion B zum Thema Verformungslokalisierung in persistenten Gleitbändern (PSB) als Vorrissstadium zyklisch verformter kfz Metalle – die Promotion B wurde 1991 zur Habilitation umgewandelt. Von 1992 bis 1993 war er wissenschaftlicher Mitarbeiter an der Fachrichtung Physik der Technischen Universität Dresden und wurde 1993 dort Professor für Schadenskinetik in Festkörpern am Institut für Physikalische Metallkunde. Seine Emeritierung erfolgte 2008.

## Forschungsschwerpunkte
- Materialschädigung durch zyklische plastische Verformung
  - Forschungsprojekt 1: Einfluss von Korngrenzen und lokalen Orientierungen auf die Gleitaktivität persistenter Gleitbänder bei zyklischer Verformung (DFG)
  - Forschungsprojekt 2: Bewertung der Effizienz mikrostruktureller Barrieren durch In-situ-Messung der Rissöffnungsverschiebung (DFG)

- Lokales Verhalten kurzer Ermüdungsrisse
  - Forschungsprojekt: Bewertung der Effizienz mikrostruktureller Barrieren durch In-situ-Messung der Rissöffnungsverschiebung (DFG)

- Textur und mechanische Eigenschaften
  - Forschungsprojekt: Zusammenhang von Textur und Materialschädigung bei zyklischer plastischer Verformung (DFG)

## Veröffentlichungen (Auswahl)
- 1973: Zum Einfluß der Stapelfehlerenergie und der Atomgröße – Schubmoduldifferenzen auf das Wechselplastizierungsverhalten von Substitutionsmischkristallen (Diss.)
- 1983: Verformungslokalisierung in persistenten Gleitbändern (PSB) als Vorrissstadium zyklisch verformter kfz-Metalle (Diss. B)
- 1990: Grundkurs Physik – Mechanik, Thermodynamik, Elektrizitätslehre